# Одеса-Товарна
Одеса-Товарна — вантажна залізнична станція Одеського вузла Одеської залізниці на лінії Одеса-Застава I — Одеса-Головна. Розташована між станціями Одеса-Застава I (5 км) і Одеса-Головна (4 км) на обхідній гілці, що пролягає північніше головного ходу. Пасажирського значення не має, поїзди приміського та далекого сполучення через станцію не прямують.

## Історія
Станція Одеса-Товарна відкрита у 1860-х роках, на якій знаходився перший залізничний вокзал в Одесі і була головною станцією міста, а оскільки вокзал був невеликим і тісним, то прослужив лише до 1870 року. До появи залізничного вокзалу в Одесі пасажирів із центру міста доставляли до станцію Одеса-Товарна спеціальним поїздом, схожим на паровий трамвай. Для цього було збудовано невеликий павільйон на Куликовому Полі. Замість нього побудували нову будівлю в псевдо-руському стилі, так званий «Великий вокзал», який ще 20 років брав активну участь в пасажирському сполученні. 
1884 року був зведений новий вокзал на Куликовому Полі, але не дивлячись на це «Великий вокзал» приймав значну частину пасажирських поїздів. Нині станція є вантажною і зберігає в собі чудову пам'ятку — це вагоноремонтні майстерні барона К. К. фон Унгерн-Штернберга. Великий паровозний цех являє собою справжній шедевр промислового зодчества і цегляного стилю в цілому. Яскравий образ і виразний силует виділяє його з усіх збережених конструкцій, який побудований 1883 року архітектором А. Д. Тодоровим та інженером А. П. Бородіним як «Експериментальний цех». У 1941 році у паровозному цеху здійснювався ремонт танків Т-26 і БТ-5.
У 1972 році станція електрифікована змінним струмом (~25кВ).